# Oziemkówka (gromada)
Oziemkówka – dawna gromada, czyli najmniejsza jednostka podziału terytorialnego Polskiej Rzeczypospolitej Ludowej w latach 1954–1972.
Gromady, z gromadzkimi radami narodowymi (GRN) jako organami władzy najniższego stopnia na wsi, funkcjonowały od reformy reorganizującej administrację wiejską przeprowadzonej jesienią 1954 do momentu ich zniesienia z dniem 1 stycznia 1973, tym samym wypierając organizację gminną w latach 1954–1972.
Gromadę Oziemkówka z siedzibą GRN w Oziemkówce utworzono – jako jedną z 8759 gromad na obszarze Polski – w powiecie garwolińskim w woj. warszawskim, na mocy uchwały nr VI/10/2/54 WRN w Warszawie z dnia 5 października 1954. W skład jednostki weszły obszary dotychczasowych gromad Miastków Stary, Oziemkówka i Przykory ze zniesionej gminy Miastków w tymże powiecie. Dla gromady ustalono 14 członków gromadzkiej rady narodowej.
31 grudnia 1959 z gromady Oziemkówka wyłączono wieś Kamionka, włączając ją do gromady Borowie w tymże powiecie, po czym gromadę Oziemkówka zniesiono a jej (pozostały) obszar włączono do gromady Miastków Kościelny tamże.